# William Edward Hickson
William Edward Hickson (1803-1870) foi um educador inglês.